# Клаус Рімер
Кла́ус «Фріц» Рімер (нім. Claus "Fritz" Riemer; 28 травня 1898 — 31 травня 1926) — німецький льотчик-ас, лейтенант Імперської армії.

## Біографія
Учасник Першої світової війни. 12 березня 1918 року направлений з 1-го училища винищувальної авіації в 26-ту винищувальну ескадрилью. Після здобуття двох перемог 29 квітня Рімер був поранений і, повернувшись до ладу, довів свій рахунок до восьми повітряних перемог.